# Extertal
Extertal is een gemeente in de Duitse deelstaat Noordrijn-Westfalen, gelegen in de Kreis Lippe, en aan de grens met de deelstaat Nedersaksen. De gemeente Extertal telt 11.042 inwoners (31 december 2020) op een oppervlakte van 92,49 km².

## Indeling van de gemeente

Ligging van de Ortsteile van Extertal
Stadswapen van Bösingfeld
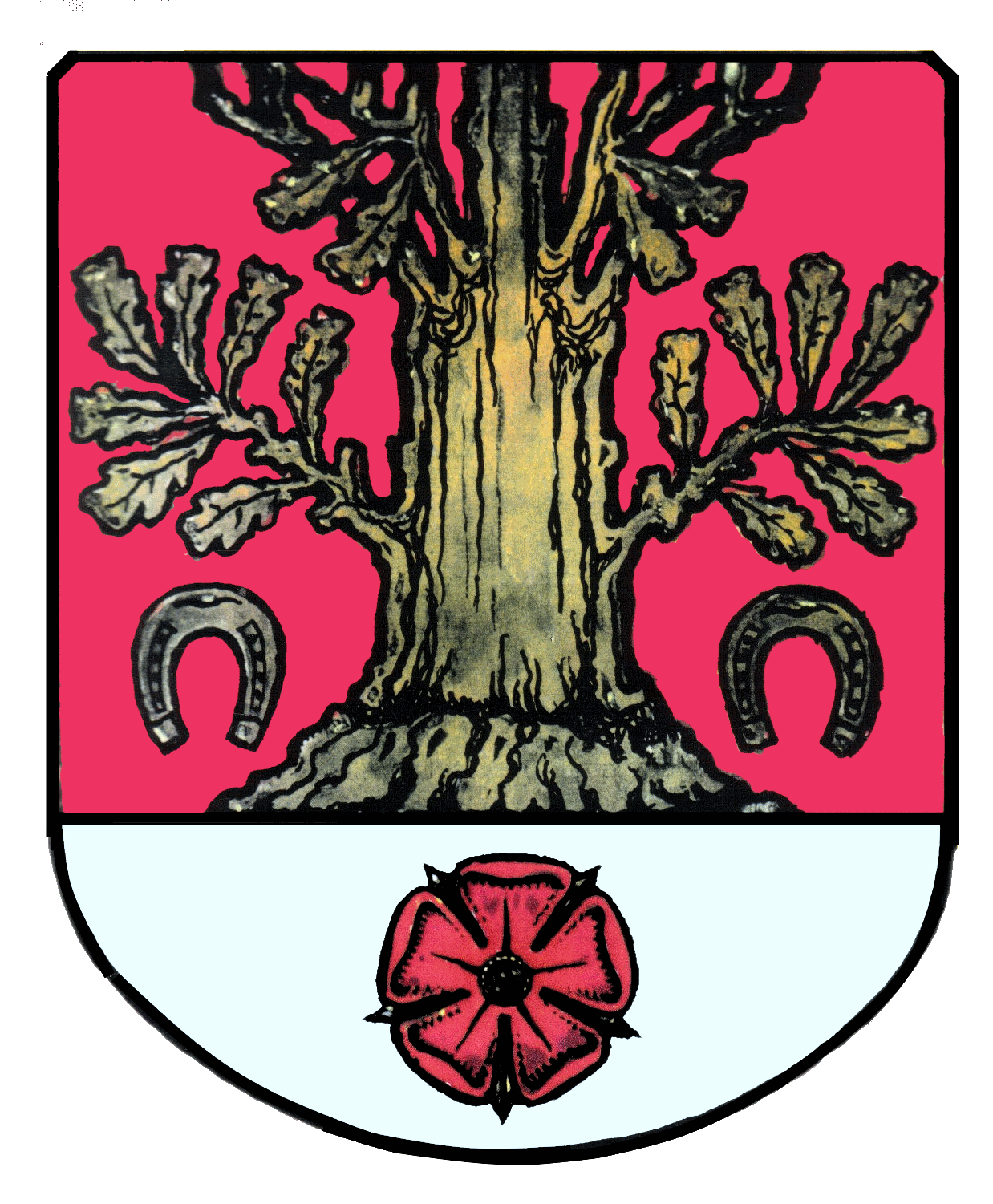
Dorpswapen Göstrup

| - Almena (1.310) - Asmissen (2.246) - Bösingfeld, zetel van het gemeentebestuur (4.243) - Bremke (322) - Göstrup (188) - Kükenbruch (258) | - Laßbruch (575) - Meierberg (436) - Nalhof (357) - Rott (337) - Schönhagen (203) incl. een gedeelte van het gehucht Reine - Silixen (1.422), pas sinds 1669 deel van het Graafschap Lippe |

Tussen haakjes het aantal inwoners per 31 december 2016. Al deze plaatsen, die voordien zelfstandige gemeentes waren, werden op 1 januari 1969 tot de huidige gemeente samengevoegd.

## Ligging, infrastructuur
De gemeente ligt aan de rand van een tamelijk bosarm, door boerenland gekenmerkt gedeelte van het Wezerbergland, ten zuiden van de Wezer en ten westen van de stad Hamelen. Officieel ligt de gemeente in het Naturpark Teutoburger Wald/Eggegebirge, hoewel deze middelgebergten eigenlijk meer dan 25 kilometer ten zuidwesten van de gemeente liggen.

### Naburige gemeentes
- Rinteln, Nedersaksen, in het noorden en oosten
- Aerzen, Nedersaksen, in het zuidoosten; iets verder oostwaarts ligt Hamelen.
- Barntrup, in het zuiden
- Dörentrup, in het zuidwesten
- Kalletal, in het westen.

Met de gemeentes Barntrup, Dörentrup en Kalletal bestaat sedert 2004 een samenwerkingsverband onder de naam Region Nordlippe.

### Wegverkeer
De Autobahn A 2 ligt circa 10 kilometer van de gemeentegrens verwijderd (afrit 35 Bad Eilsen  bij Rinteln, afstand tot Bösingfeld: 17 km). In het 7 kilometer verwijderde Barntrup is de kruising van de Bundesstraße 66  richting Bielefeld met de Bundesstraße 1 naar Hamelen. Van Rinteln naar Barntrup leidt een provinciale weg, de Extertalstraße,  direct door Bösingfeld en langs het riviertje de Exter.

### Trein en bus
Per lijnbus zijn vanuit de gemeente de plaatsen Rinteln, Lemgo en Barntrup bereikbaar, echter alleen op werkdagen. De frequentie van deze bussen is buiten de spitsuren laag. Op zon- en feestdagen rijden enkele malen per dag belbussen, en voor wie naar Rinteln wil, taxi's voor de prijs van een buskaartje.
De dichtstbij gelegen stations, waar passagierstreinen stoppen, zijn station Rinteln, station Lemgo en station Bad Pyrmont. Vanaf dit laatste station kan men de trein naar Hannover nemen. 
De historische, onder monumentenzorg staande Extertalbahn, waar de laatste passagierstrein in 1969 reed, is een museumspoorlijn.

## Geschiedenis

Graafschap Lippe in 1580
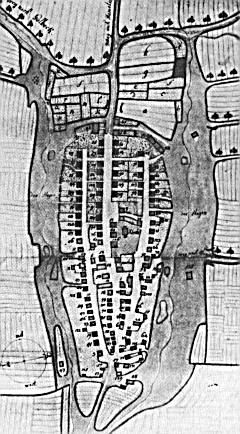
Bösingfeld in 1756

In de 6e eeuw trokken voor het eerst enige Saksische boeren naar de streek om zich er te vestigen. In de tijd van Karel de Grote werden de -schaarse- bewoners door de Franken onderworpen en gekerstend. Alle dorpen in de gemeente ontstonden reeds in de middeleeuwen, meestal tussen de 10e en 15e eeuw. Externtal (met uitzondering van het dorp Silixen) maakte samen met de huidige buurgemeente Barntrup in het begin van de 13e eeuw deel uit van het kleine graafschap Sternberg, waarvan de heren vanuit hun gelijknamige kasteel de macht uitoefenden. Dezen stichtten in 1252 de plaats Bösingfeld oorspronkelijk als stad; omstreeks 1440 verloor Bösingfeld zijn stadsrechten weer en "degradeerde" tot vlek (Duits: Flecken). Markant, en kenmerkend voor veel stadjes en vlekken in deze regio, is de wijze, waarop Bösingfeld gesticht werd. Het centrum bestond uit drie systematisch aangelegde en door huizen omzoomde, evenwijdige straten, omringd door een verdedigingswal met een hoge haag (Duits: Hagen) van doornstruiken en een gracht. Deze structuur is op een 18e-eeuwse plattegrond van Bösingfeld nog herkenbaar. Na talloze splitsingen van grondgebied door verervingen en na  enige kleine oorlogjes kwam het gebied uiteindelijk aan het Graafschap Lippe. 
Gedurende de periode 1630-1632, halverwege de Dertigjarige Oorlog (1618-1648), was het Lipper gebied, waaronder ook kasteel Sternberg, in handen van de katholieke coalitie, die een strenge rekatholisering van de protestantse bevolking doorvoerde. De roemruchte veldheer Gottfried Heinrich zu Pappenheim vertoefde begin 1632 enige tijd op Sternberg. Daarna, in februari 1633 verschenen de protestantse Zweden onder hertog George van Brunswijk-Calenberg in het  Wezerdal. Op 2 maart wonnen zij een veldslag bij Rinteln en op 28 juni bij Hamelen en Hessisch Oldendorf, waarna de protestantse heerschappij definitief was hersteld. De regio had van al dit oorlogsgeweld zeer te lijden, meer dan omliggende streken; soldaten van beide kampen hadden meermalen geplunderd, verkracht, gemoord, brand gesticht en oogsten verwoest. Het duurde wel honderd jaar, voor de economische terugslag van de Dertigjarige Oorlog min of meer was overwonnen.
In de late 16e en 17e eeuw lag de tegenwoordige gemeente Extertal in het Graafschap Lippe. Graaf Simon VI van Lippe was zelf van het lutheranisme tot het calvinisme bekeerd, en voerde deze richting van het protestantse christendom in 1602 ook in zijn graafschap als staatsgodsdienst in (met de stad Lemgo, die luthers bleef, als uitzondering). 
Als gevolg hiervan zijn in het voormalige graafschap Lippe, en dus ook in de gemeente Extertal, de meeste christenen (en dus ook de kerkgebouwen) lid van de, calvinistisch georiënteerde, Evangelisch-reformierte Kirche. Van 1733 tot 1781 was het gebied tijdelijk in bezit van het door de koning van Engeland bestuurde Keurvorstendom Brunswijk-Lüneburg. Het graafschap Lippe ging later op in het Vorstendom Lippe en vanaf 1871 in het Duitse Keizerrijk.
In de gemeente trad vanaf de late 17e eeuw economische achteruitgang op, o.a. door ongunstige prijsontwikkelingen in de agrarische sector en door regelmatige misoogsten. Wel bood de productie van linnen in huisnijverheid in de periode van rond 1750 tot rond 1850 enig soelaas. In de tweede helft van de 19e eeuw was het gehele Lipperland berucht vanwege haar armoede. Vele mannen uit de streek werkten als seizoenarbeider in o.a. Nederland (hannekemaaiers of steenbakkers (Duits: Wanderziegler)), of emigreerden naar de Verenigde Staten.  In de eerste jaren na de Tweede Wereldoorlog, die betrekkelijk ongemerkt aan Extertal was voorbijgegaan ( op 4 april 1945 was de overgave aan de Amerikaanse troepen), was er door de immigratie van enkele duizenden Heimatvertriebene een tijdelijke sterke bevolkingsaanwas.
In 2019 wist een plaatselijke actiegroep te Silixen, gesteund door de gemeente, de drie jaar eerder reeds besloten aanleg van een groot windturbinepark in de heuvels bij het dorp, tegen te houden. Ter plaatse ligt een natuurgebied, waar de beschermde vogels veldleeuwerik en rode wouw voorkomen.

## Economie
In de gemeente Extertal, die een eeuwenlange traditie van economische zwakte heeft, zijn een aantal kleine, van regionaal belang zijnde ambachtelijke en industriële bedrijven gevestigd, die o.a. aanhangwagens, metalen producten en machine-onderdelen maken.
Belangrijker, hoewel nog beperkt van omvang, vergeleken met de streken aan de andere kant van de Wezer, is het toerisme. In de gemeente, die in een landschappelijk aantrekkelijke, afwisselende omgeving ligt, wordt veel gewandeld, en er zijn twee kampeerhuisjesparken gevestigd.
In de dienstensector is een privé-kliniek te Laßbruch vermeldenswaardig, waar psychiatrische patiënten worden behandeld. De specialismen van deze instelling zijn de behandeling van verslaafden en van mensen, die overspannen zijn geraakt.
Relatief veel inwoners van de gemeente, met name te Laßbruch, zijn woonforensen, die in omliggende steden een werkkring hebben.

## Bezienswaardigheden, natuurschoon, toerisme
- Ten westen van Asmissen bevindt zich de Burg Sternberg. Binnen de muren herbergt de hoogteburcht het Klingende Museum met een collectie muziekinstrumenten en aandacht voor de geschiedenis van de bouw ervan. De burcht is beperkt toegankelijk voor het publiek.
- De omgeving van Landgoed Ullenhausen
- In de gemeente zijn, evenals in buurgemeente Kalletal, veel wandelroutes uitgezet.
- Toeristische ritten, per stoomtrein of per draisine over de museumspoorlijn Extertalbahn, met haltes o.a. in het fraai gelegen dorpje Nalhof
- In enkele dorpen in de gemeente staan enkele oude, schilderachtige vakwerkboerderijen. Helaas zijn van de oude vakwerkhuizen te Bösingfeld er slechts twee bewaard gebleven.
- Ten zuiden van Asmissen staat een groot caravan- en vakantiehuisjespark. In de winter kan men er op beperkte schaal skiën en langlaufen. Ook Rott beschikt over een vakantiehuisjespark.

## Belangrijke personen in relatie tot de gemeente
- Hendrik I van Schwalenberg († 1279), liet Kasteel Sternberg bouwen, en was vanaf 1243 graaf van Sternberg.
- Alfred Hugenberg (Hannover, 19 juni 1865 - Kükenbruch, 12 maart 1951), invloedrijk Duits zakenman en mediatycoon, en rechts-conservatief politicus

## Galerij

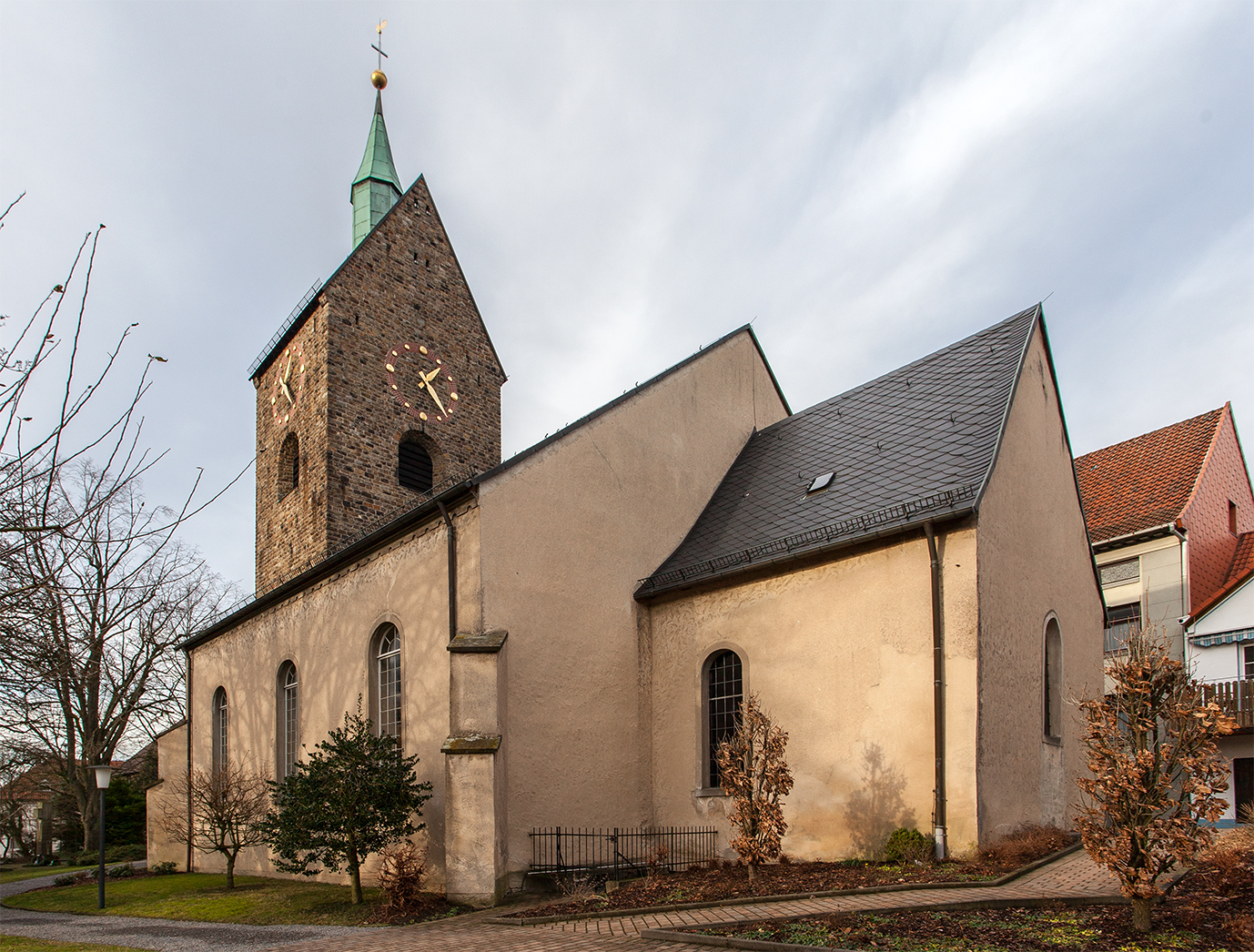
Evang.-geref. kerk te Bösingfeld
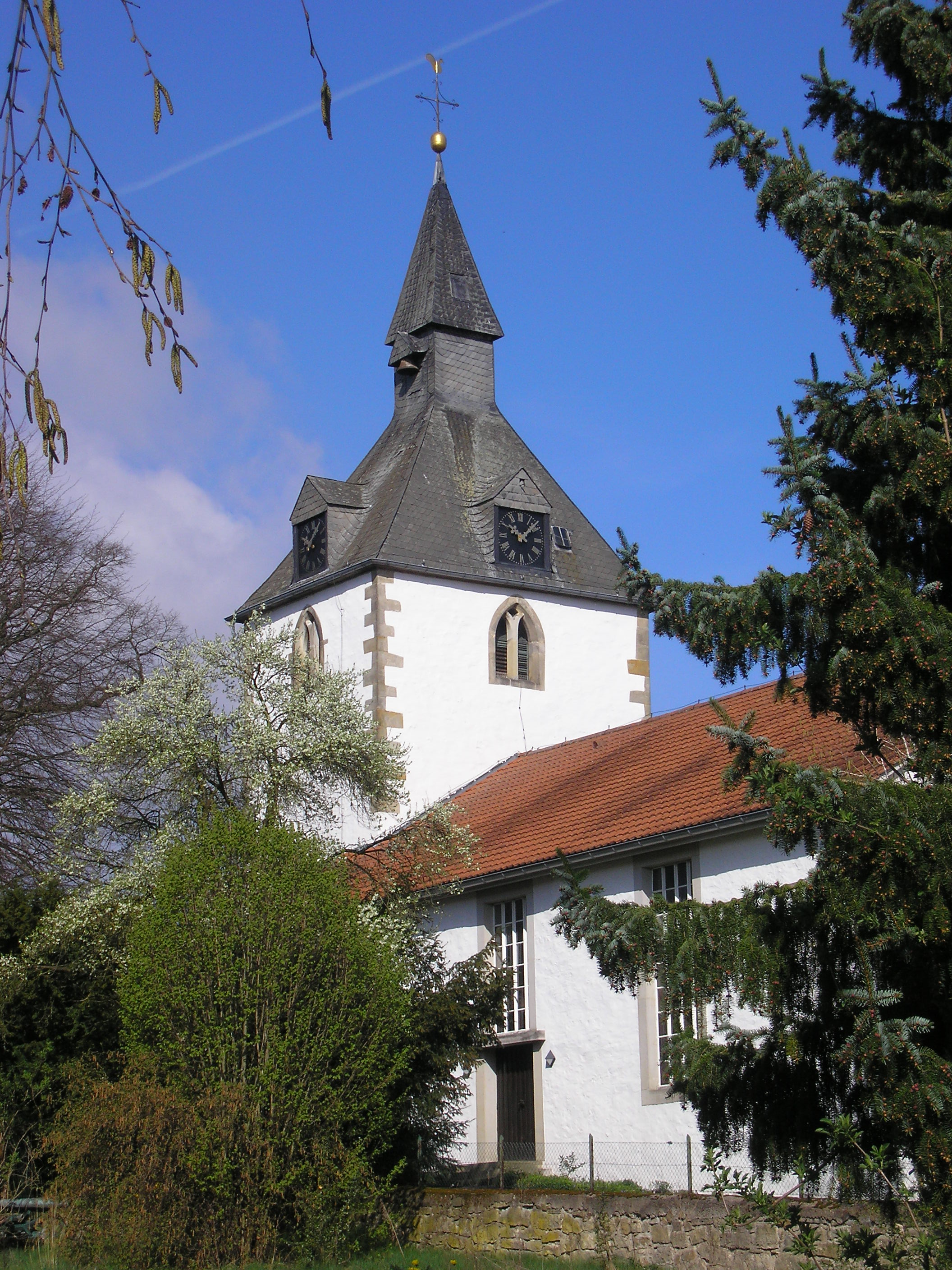
Evang.-geref. kerk te Silixen (toren uit 1501[6], kerk uit plm. 1800)
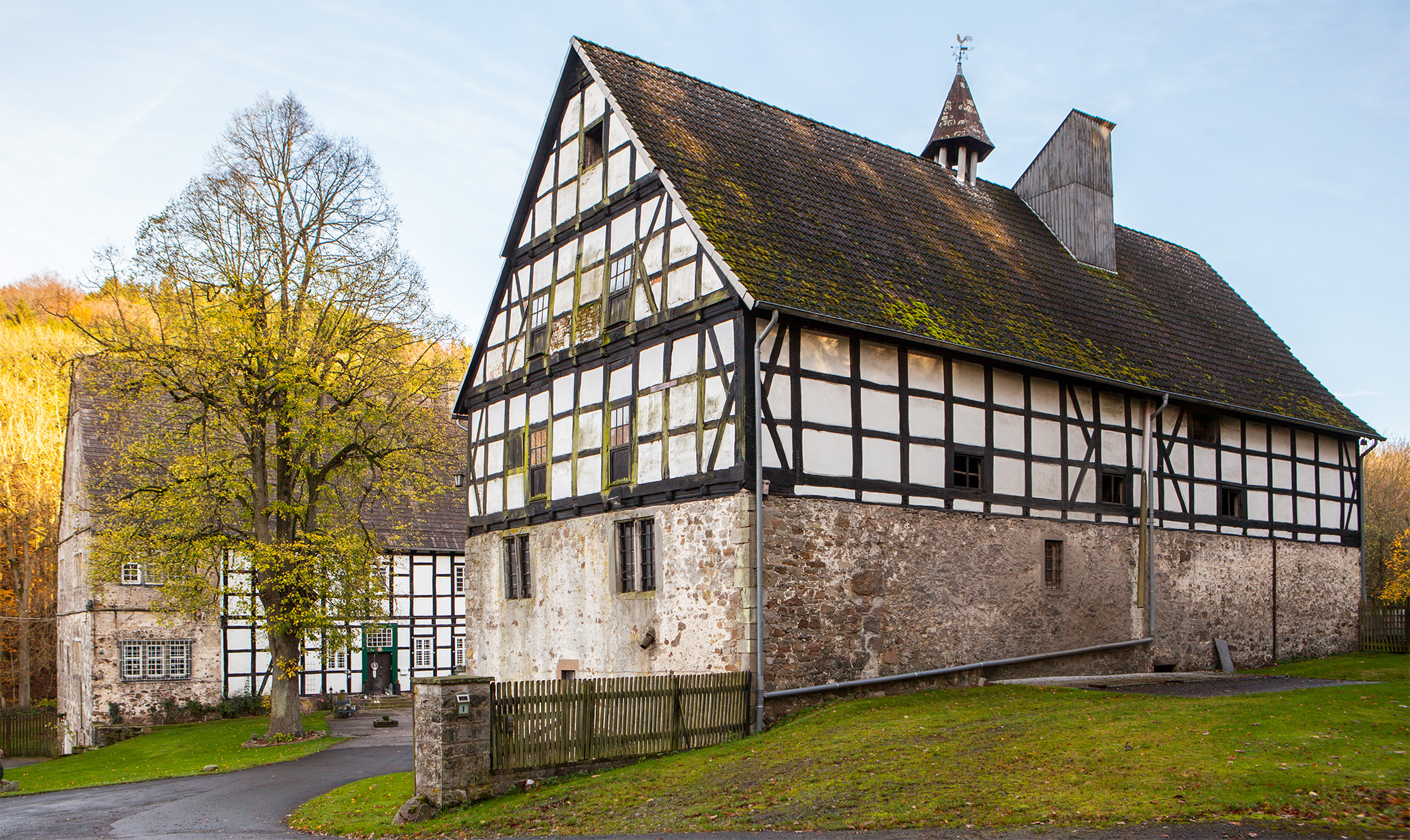
Landgoed Ullenhausen [7](1)
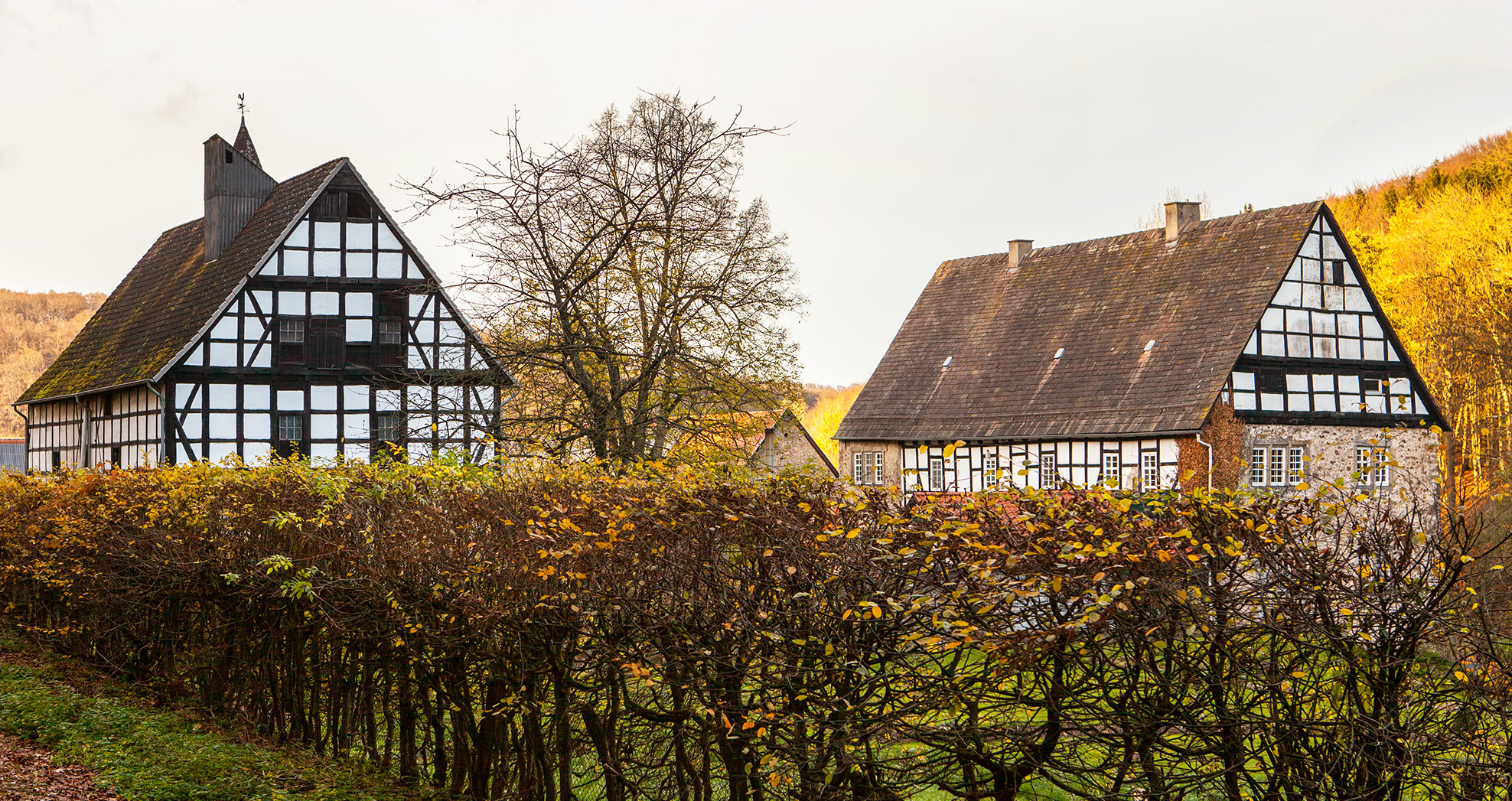
Landgoed Ullenhausen (2)
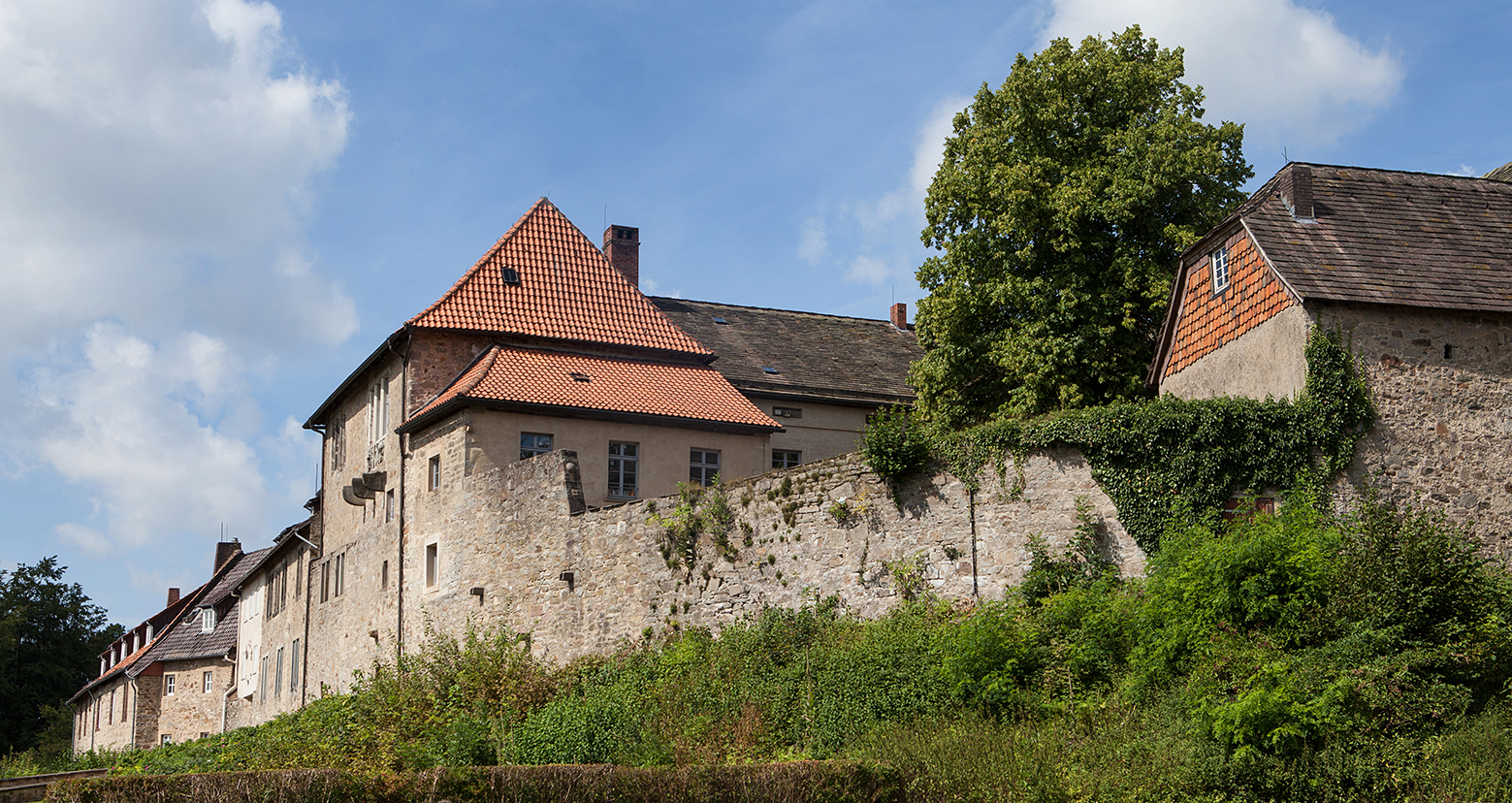
Kasteel Sternberg (1)
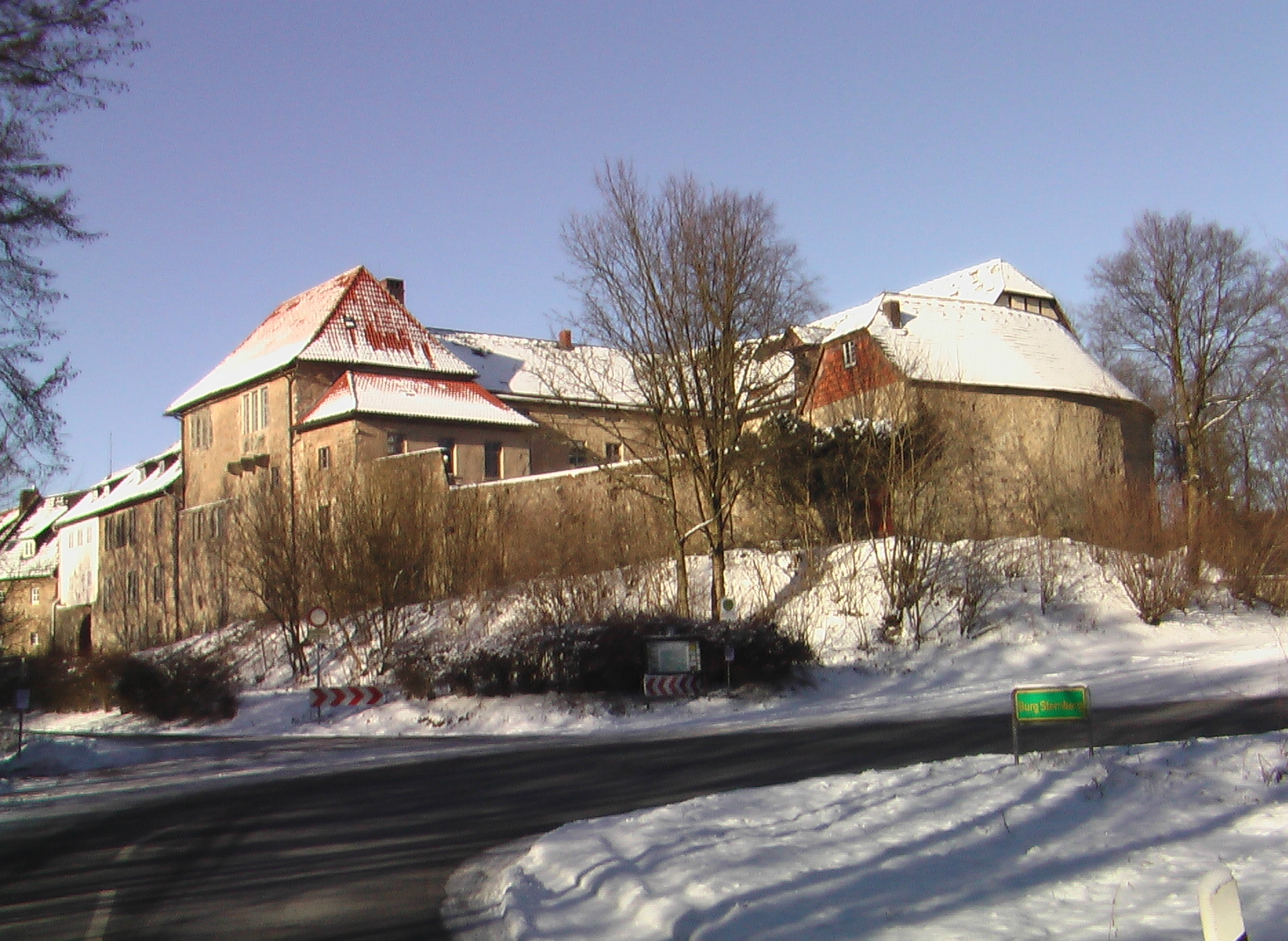
Kasteel Sternberg (2)
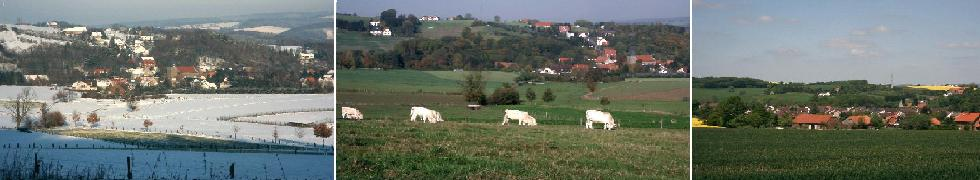
Gezicht op Almena (3 afb.)
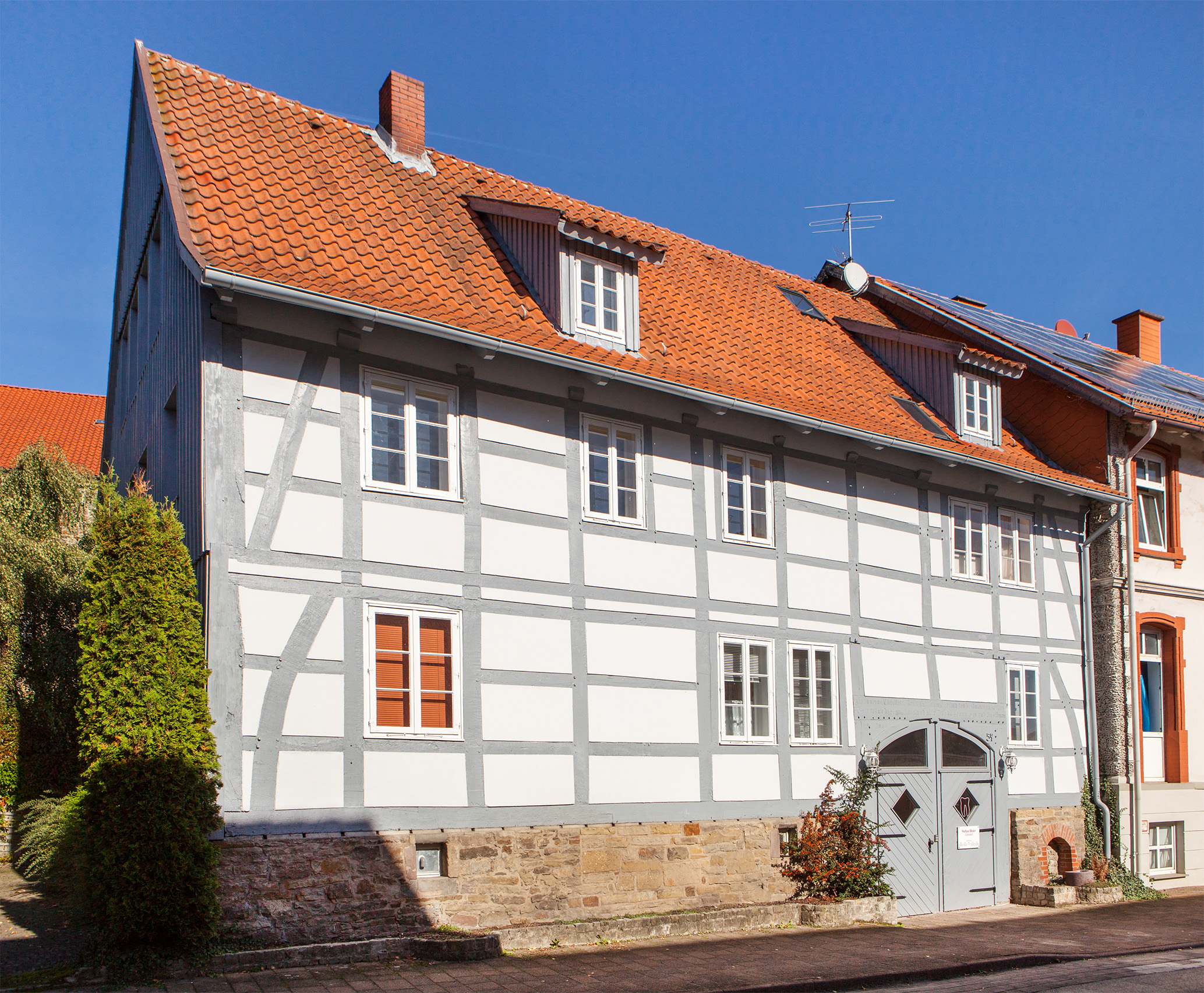
Hoofdstraat te Almena
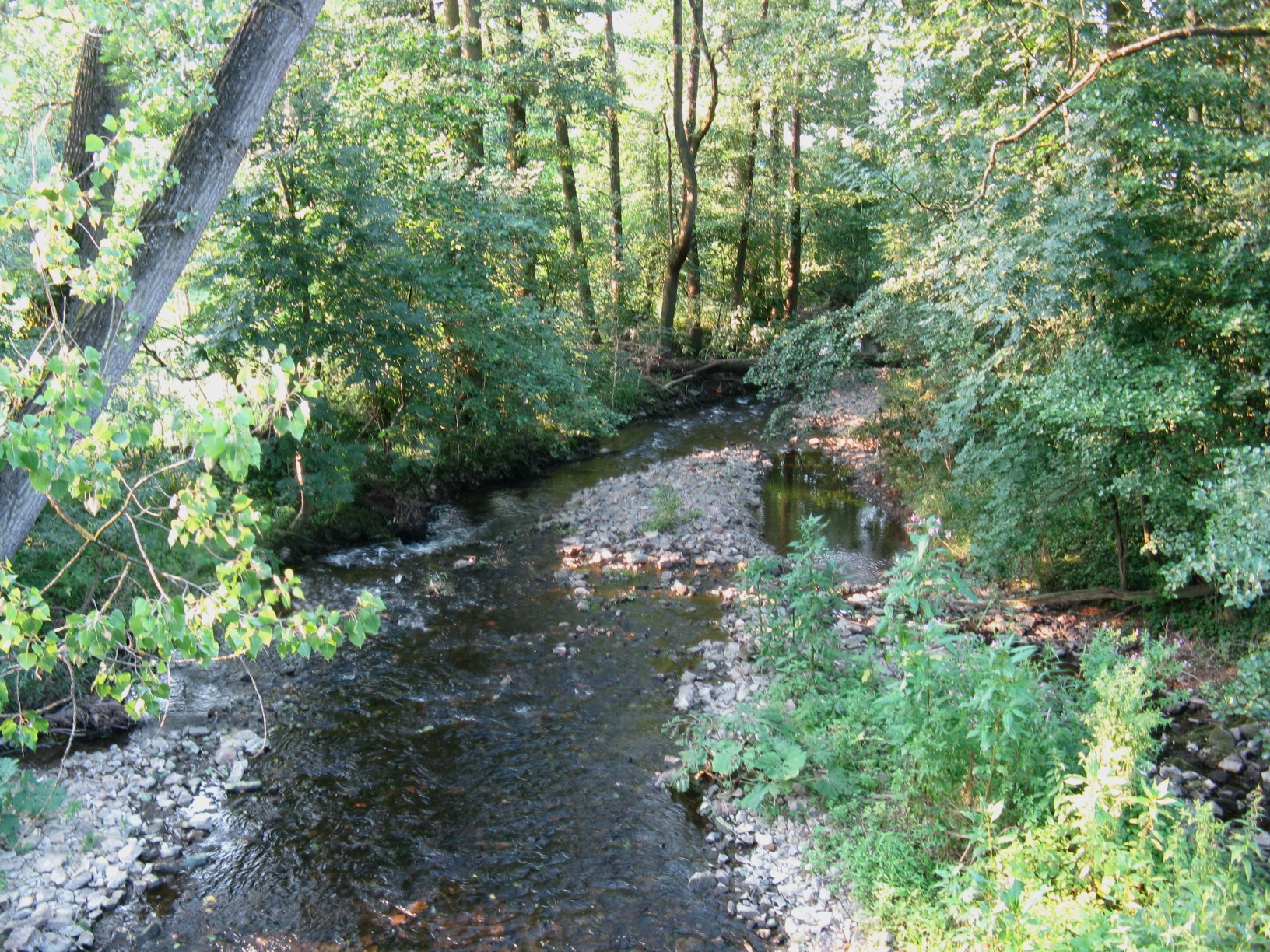
Het riviertje de Exter bij Almena
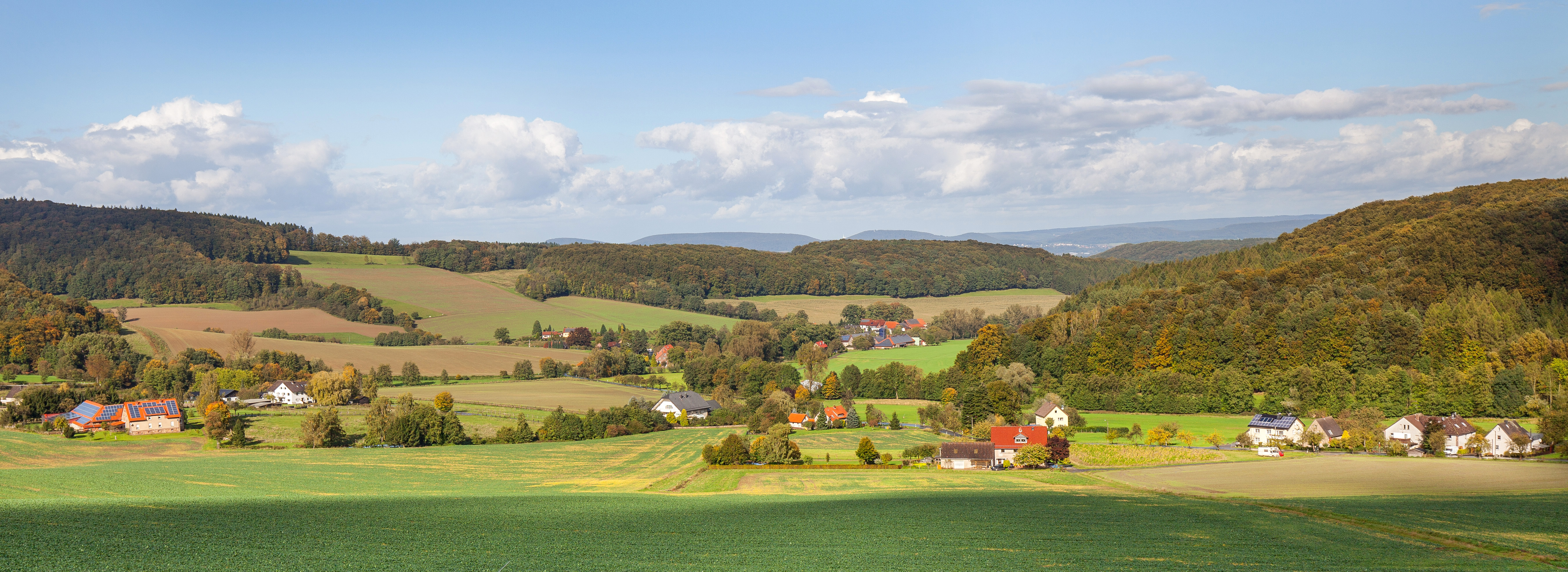
Voor de streek typerend landschap met het dorpje Göstrup
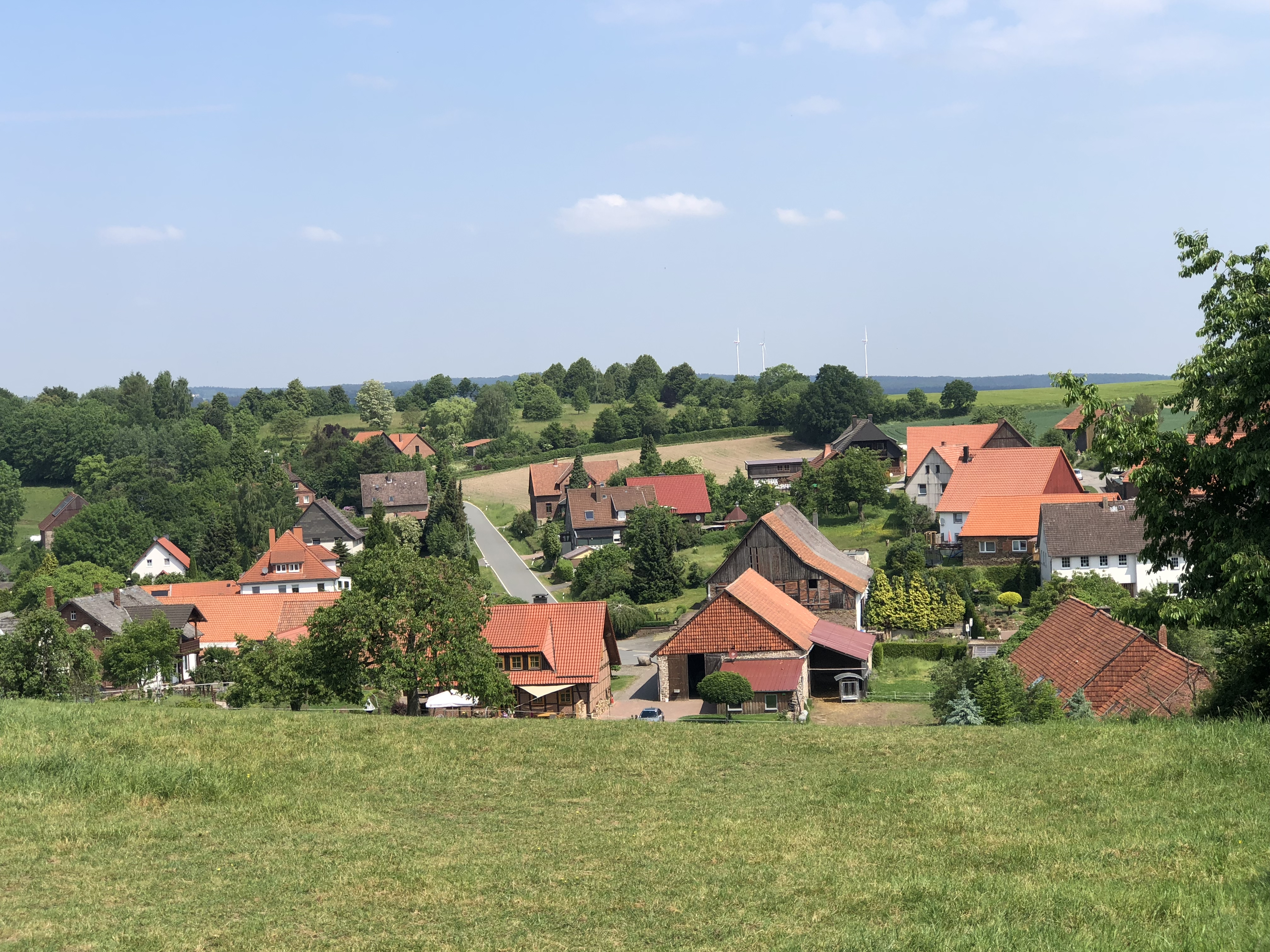
Het gehucht Reine.           Links het gedeelte, dat bij Schönhagen hoort, rechts het gedeelte, dat bij Aerzen (Nedersaksen) hoort.

Augustdorf · Bad Salzuflen · Barntrup · Blomberg · Detmold · Dörentrup · Extertal · Horn-Bad Meinberg · Kalletal · Lage · Lemgo · Leopoldshöhe · Lügde · Oerlinghausen · Schieder-Schwalenberg · Schlangen